# Santuario della Visione
La chiesa dei Santi Giovanni Battista e Antonio, meglio nota come santuario della Visione, è un luogo di culto cattolico italiano sito a Camposampiero, in provincia di Padova.
Il complesso comprende, oltre alla chiesa, le strutture che ospitano il locale convento dell'Ordine dei frati minori conventuali.
Nell'originaria struttura trascorse un periodo della vita il francescano Antonio di Padova.
Secondo la tradizione, qui avvenne la famosa visione di Gesù Bambino rendendo il santuario uno dei principali luoghi legati al culto del Santo.

## Storia
La prima testimonianza di una chiesa dedicata a San Giovanni risale al 1191, quando Gherardo da Camposampiero, signore del luogo, usufruì del beneficio ecclesiastico della chiesa. Aveva tuttavia origini molto più antiche, probabilmente precedenti alla costruzione del castello di Camposampiero: infatti, pur rappresentandone la cappella, si trovava all'esterno delle mura. Doveva avere un legame con la chiesetta di Sant'Antonio del Carpene di Loreggiola, alla quale era direttamente collegata; come questa, le era forse annesso un ospizio per viandanti..
Nel Trecento, i francescani fondarono al suo interno un convento ma successivamente la chiesa decadde fino ad essere abbandonata, a causa dell'occupazione dei Carraresi e dell'epidemia di peste nera. Per qualche tempo fu unita alla chiesa del Carpene, formando un priorato di Gesuati.
Il complesso venne in seguito restaurato da Gregorio Callegari da Camposampiero, tra il 1426 e il 1431 e venne donato ai frati di ordine francescano. Al tempo la chiesa aveva una lunghezza di 45 m, con una navata centrale ampia affiancata da una minore. Nel suo periodo di massimo splendore, era dotata di dieci altari, alcuni provvisti di arredi di grande pregio come quello dedicato a Sant'Antonio, su cui svettava una croce d'argento fusa nel 1494 dall'orefice padovano Fioravante di Martino. Vi si trovavano, inoltre, dipinti di autori quali Andrea da Murano, Bartolomeo Montagna, Francesco Vecellio, Bonifacio de' Pitati, Antonio Boselli e Marcello Fogolino. Con l'arrivo dei frati francescani, venne costruito vicino al santuario anche un nuovo edificio, il Santuario del Noce, costruito nei pressi dell'albero, dove Sant'Antonio tenne le sue celebri prediche.
Le soppressioni del 1767 attuate su iniziativa della Repubblica di Venezia ebbero come conseguenza una rapida involuzione delle attività della comunità religiosa; il complesso venne nei due anni successivi saccheggiato e progressivamente deteriorato, tanto da imporne ai frati l'abbandono nel 1769. L'anno successivo venne affidato alla famiglia Camposampiero, tuttavia cadde definitivamente in rovina, con la chiesa in parte demolita nel 1798 su impulso della secolarizzazione imposta dal nuovo governo francese in età napoleonica.
Nel 1803 i fabbricati furono messi all'asta e comprati dalla famiglia Allegri, che si occupò del loro restauro prima di cederli, il 6 settembre 1854, al comune di Camposampiero. Nel 1895 i frati tornarono e restaurarono sia il convento che la chiesa.
I lavori per la costruzione del nuovo luogo sacro, progettato dall'architetto Augusto Zardo, iniziarono il 26 dicembre 1906 e finirono con la consacrazione del 13 giugno 1909.
Nel 1932 fu concluso il campanile, opera di Antonio Beni.

## La chiesa

### Esterno
La facciata a salienti del Santuario è rialzata da una scalinata e presenta unico portale centrale delimitato da due colonnine corinzie, rielaborate e collegate da un arco a tutto sesto.
I tre contrafforti delimitano il portale e le finestre ad arco, inoltre suggeriscono la presenza delle tre navate all'interno del Santuario.
Sopra il portale centrale è posta una trifora delimitata da arco a tutto sesto e colonnine.
A decorare il cornicione nella parte superiore si trovano gli archetti pensili. In cima alla facciata vi è una croce.

### Interno

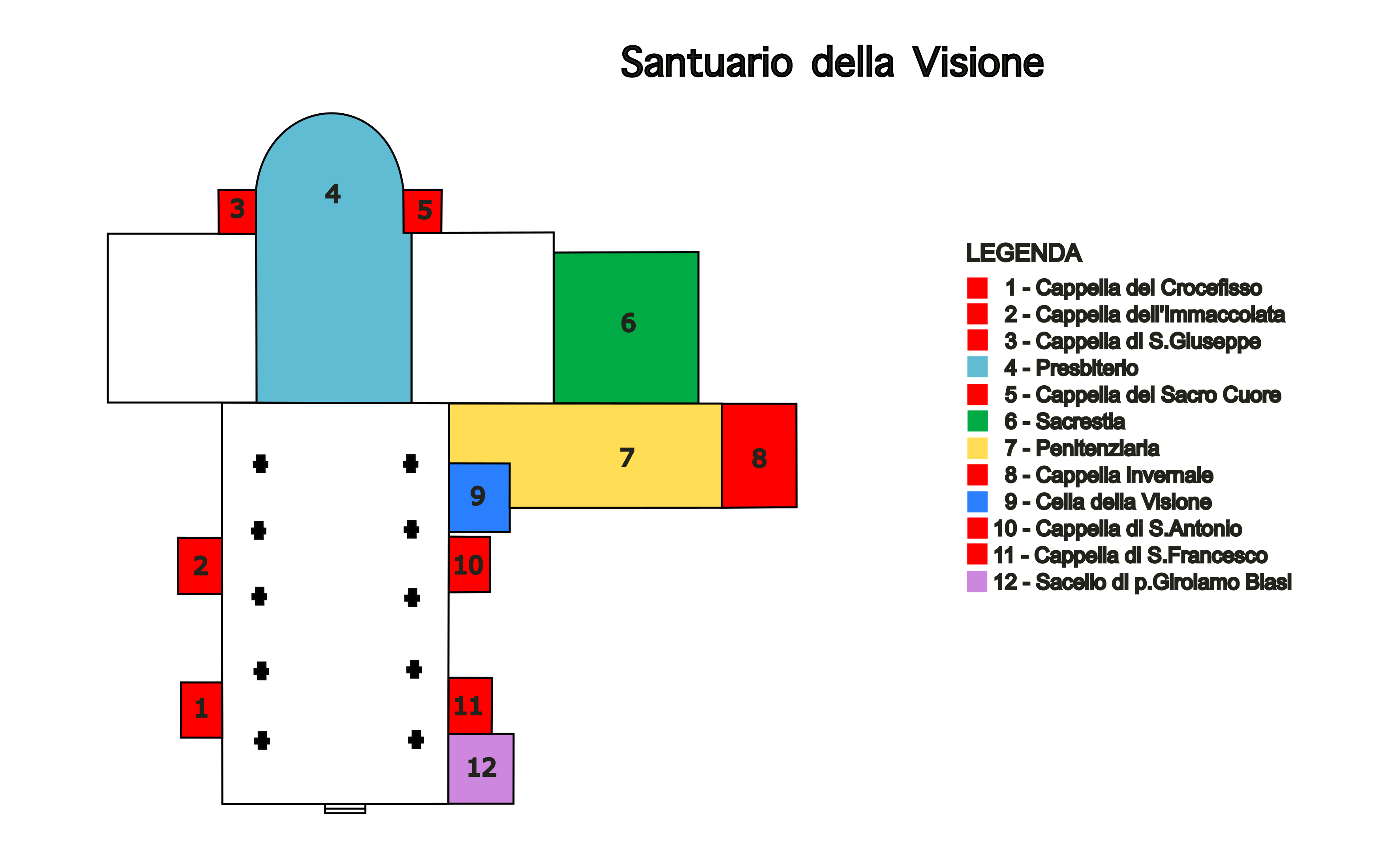
Planimetria Santuario della Visione con altari e cappelle

In stile neoromanico e neogotico, la chiesa ha pianta a croce latina con gli interni organizzati in tre navate e soffitto a volta.
La navata centrale è suddivisa dalle navate laterali da cinque pilastri a fascio, per lato, collegati tra loro da archi a tutto sesto e sollevati da un basamento. Essa presenta un'ampiezza maggiore rispetto alle navate laterali, ed è caratterizzata da una volta a botte.
Il transetto è diviso dal presbiterio, collegato alla navata centrale.
Le navate laterali si aprono al transetto dove si collocano due cappelle: 
- a destra la Cappella del Sacro Cuore,
- a sinistra la Cappella di San Giuseppe.

Lungo le navate vi sono quattro altari, due per lato.
A partire dall'ingresso, la navata laterale di destra ospita:
- il sacello di p.Girolamo Biasi,
- l'altare di San Francesco,
- l'altare di Sant'Antonio,
- la Cella della Visione
- appena scesi dal presbiterio, si trova la Penitenzieria seguita dalla Cappella Invernale, impreziosita da vetrate e da marmi d'Istria e Botticino.

Tra la Penitenzieria e il transetto vi è la Sacrestia.
Sempre a partire dall'ingresso, la navata laterale di sinistra ospita:
- la statua di S. Massimiliano Kolbe,
- l'altare del Crocifisso
- l'altare dell'Immacolata

#### Presbiterio

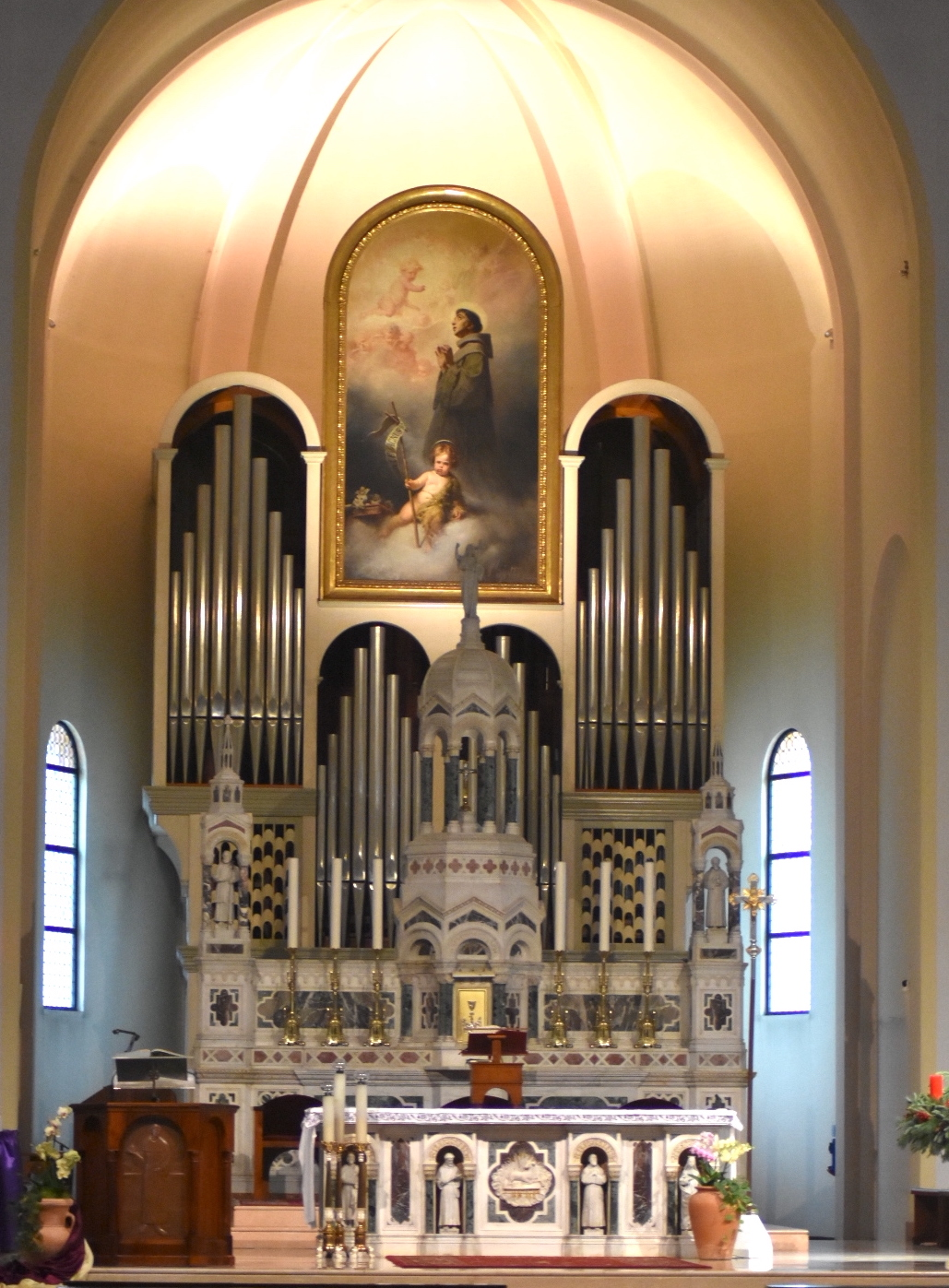
Presbiterio e abside del Santuario della Visione

L'altare maggiore (1911) è lavoro del Cavallini di Pove di Bassano.
Nel paliotto sono raffigurate quattro statue, rappresentanti i santi dell'Ordine francescano: Francesco d'Assisi, Giuseppe da Copertino, San Ludovico vescovo e Sant'Elisabetta d'Ungheria.
A lato del tabernacolo vi sono le statue di San Bonaventura e del Beato Bonaventura da Potenza.
La parete sinistra è interamente occupata dal polittico I miracoli e il volto santo di Gesù, donato nel 2012]. Esso è costituito da trentaquattro opere realizzate da altrettanti illustratori per l'infanzia, raffiguranti episodi dei Vangeli. Al centro si trova il Volto Santo di Gesù, mosaico di Angelo e Sandro Gatto.

#### Abside
L'abside ospita una tela datata 1909, dipinta da Pietro Pajetta, che rappresenta La visione di Sant'Antonio. La grande tela è inserita nella cassa armonica dell'organo.

#### Organo
L'organo a canne è stato realizzato nel 1935 dalla Fabbriceria patavina Domenico Malvestio.

#### Navata laterale destra

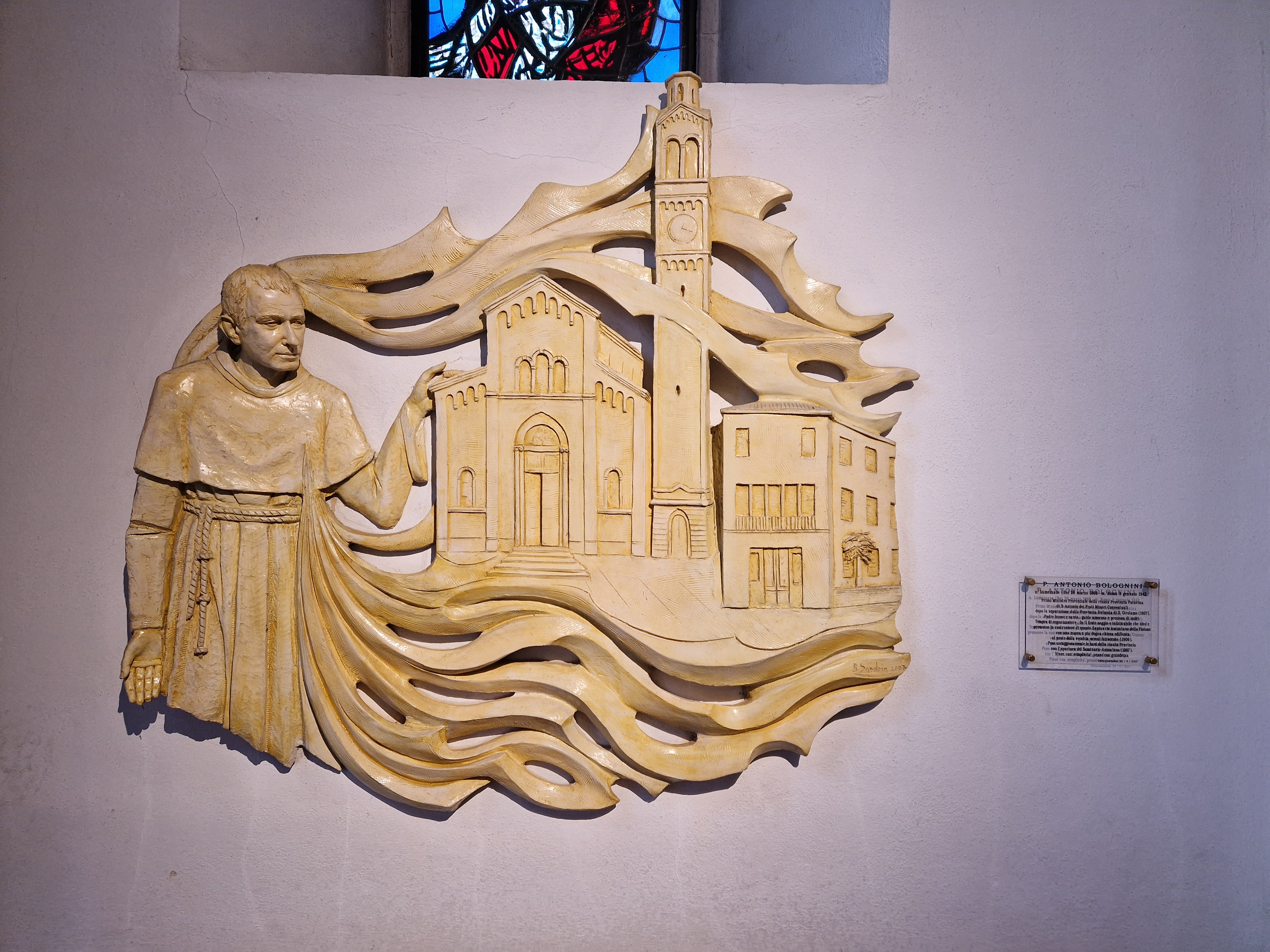
Altorilievo padre Bolognini

Appena entrati in Santuario, è presente un altorilievo dello scultore R. Sandrin rappresentante P. Antonio Bolognini (1868-1942), ideatore e promotore del Santuario della Visione e del Collegio Antoniano di Camposampiero, primo Provinciale della rinata Provincia di Patavina di s.Antonio dai tempi del Santo.
Proseguendo in direzione del presbiterio, si trovano:

##### Sacello di p.Girolamo Biasi

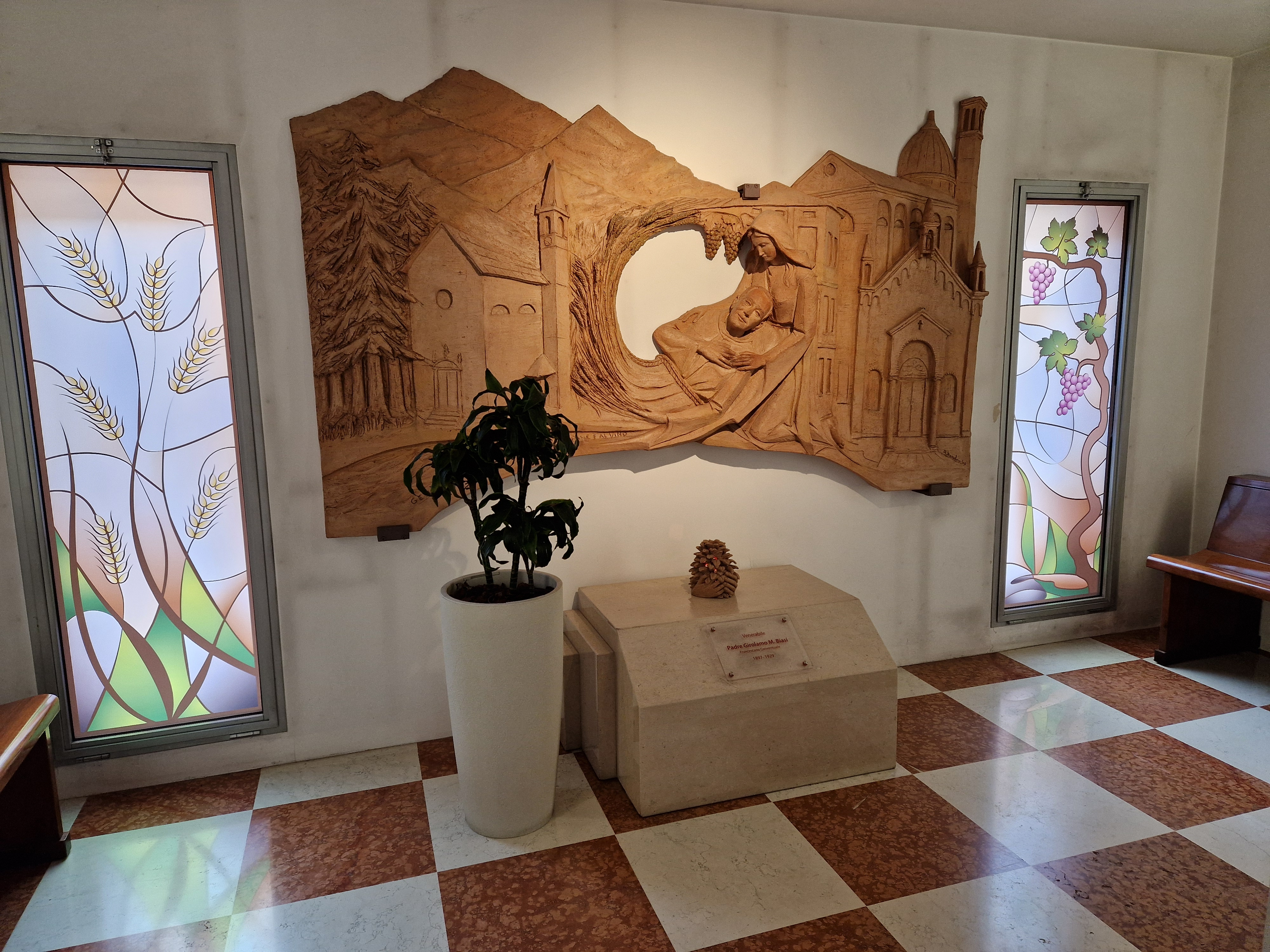
Sacello padre Girolamo Biasi

L'urna con i suoi resti mortali è stata traslata qui il 9 aprile 2005 dalla nicchia accanto alla statua di San Massimiliano Kolbe (ospitata nella navata di sinistra).
L'interno del sacello è impreziosito da un ampio altorilievo in terracotta scolpito da Romeo Sandrin raffigurante la Vergine che accoglie tra le sue braccia il p.Girolamo morente, dal volto sorridente, avvolto nel vortice dello Spirito Santo.
Sull'urna dove giace p.Girolamo arde una lampada formata da due mani piene di nigritella, il fiore della montagna, tipico dell'amata Val di Non.

##### Altare di Sant'Antonio

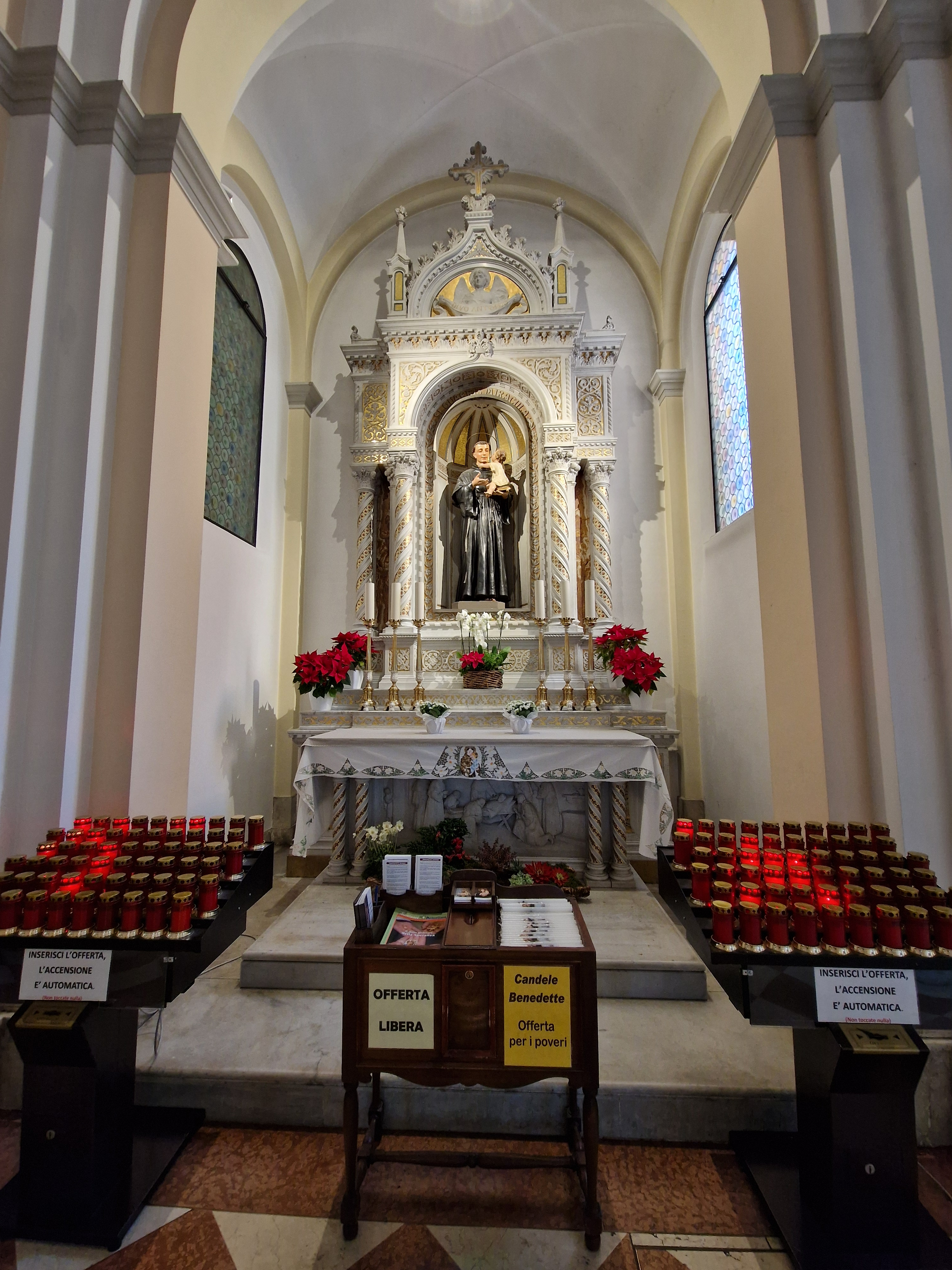
Altare di Sant'Antonio

L'altare di s.Antonio con la statua del Taumaturgo, del 1913, è opera del Cavallini di Pove (Bassano). Nel paliotto è presente la scultura in altorilievo rappresentante la morte del Santo. Questo giace moribondo su un lettuccio, contornato da confratelli oranti e piangenti. Questa scultura è stata realizzata da Arturo Ferraroni.

##### Altare di San Francesco

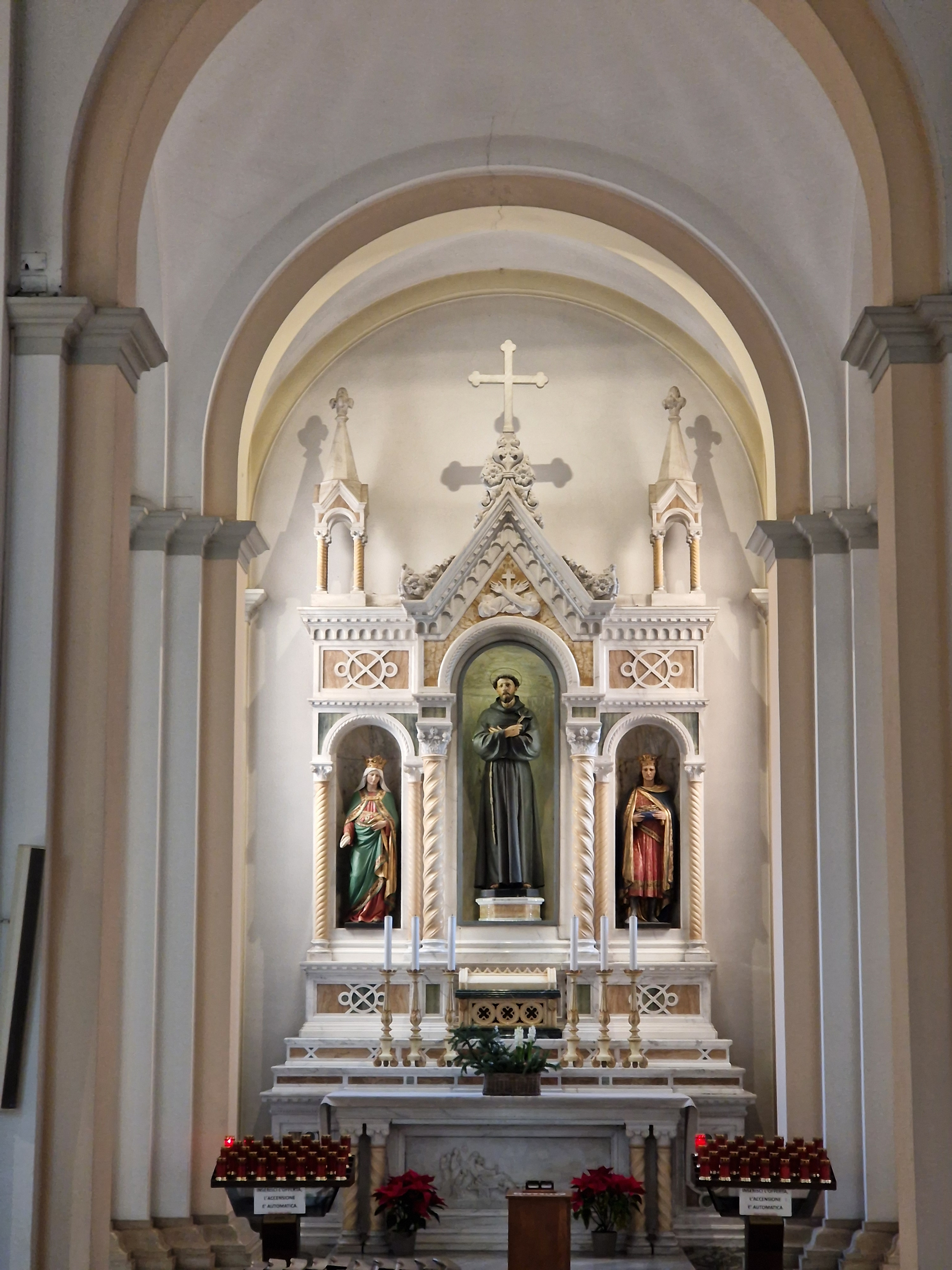
Altare di San Francesco

L'altare celebra i Santi Francesco d'Assisi, Luigi IX di Francia ed Elisabetta d'Ungheria protettori dell'Ordine francescano secolare.
La struttura architettonica è di Donazzan di Pove di Bassano, le statue del fiorentino Aloisi.
Dal 1938 sono racchiuse le reliquie del beato Luca Belludi (compagno di Sant'Antonio), in un piccolo cofano marmoreo ai piedi della statua di San Francesco.

#### Cella della visione

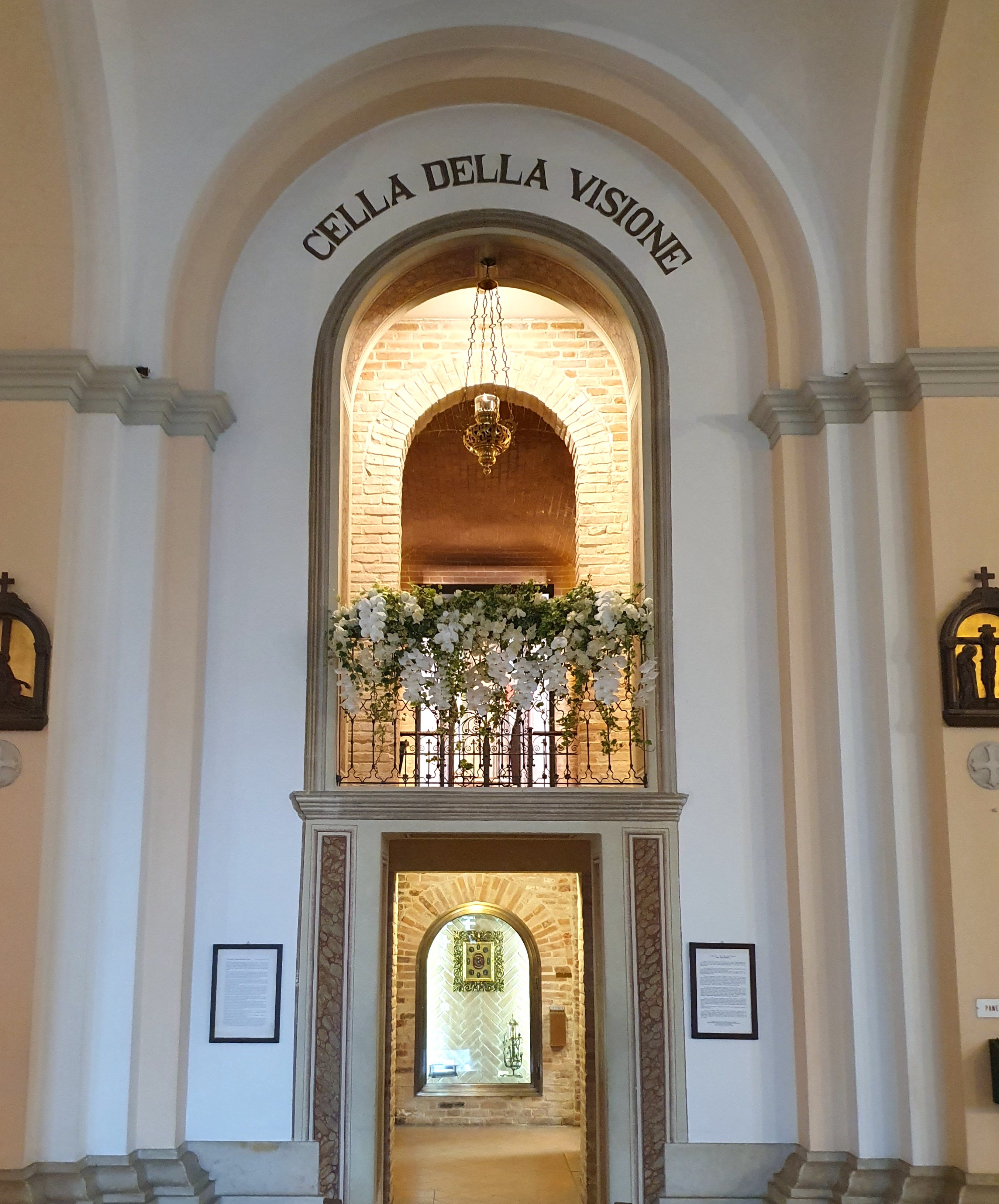
Ingresso alla Cella della Visione

La Cella della Visione, oggi trasformata in piccola cappella, è il luogo dove, secondo la tradizione, visse sant'Antonio nel periodo trascorso nel convento.
Nonostante i vari rifacimenti subiti dal complesso, essa è stata sempre oggetto di grande venerazione ed è stata conservata sino ai giorni nostri.
Secondo la tradizione, qui ebbe la famosa visione di Gesù Bambino.

#### Navale laterale sinistra
Dall'ingresso, in direzione del presbiterio, si trovano:

##### Statua di San Massimiliano Kolbe

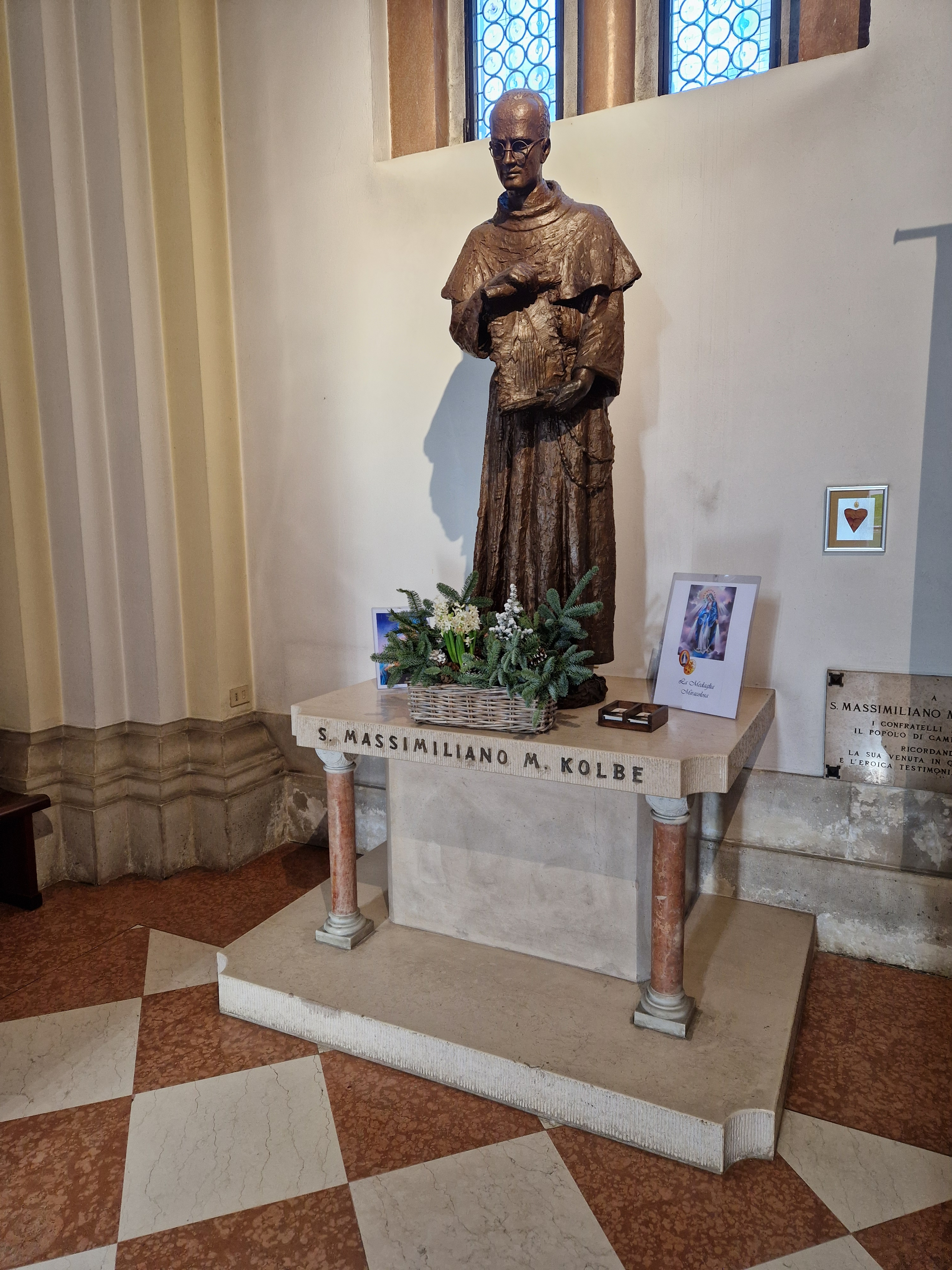
Statua S.Massimiliano Kolbe

Si trova collocata sulla parete sinistra ,subito dopo l'entrata. realizzata dallo scultore Carlo Balljana (1983). Il martire di Auschwitz giunse ai Santuari Antoniani il 24 gennaio 1930, al fine di visitare p. Girolamo Biasi (1897-1929), con il quale fondò il movimento mariano denominato Milizia di Maria Immacolata.

##### Altare del Crocifisso

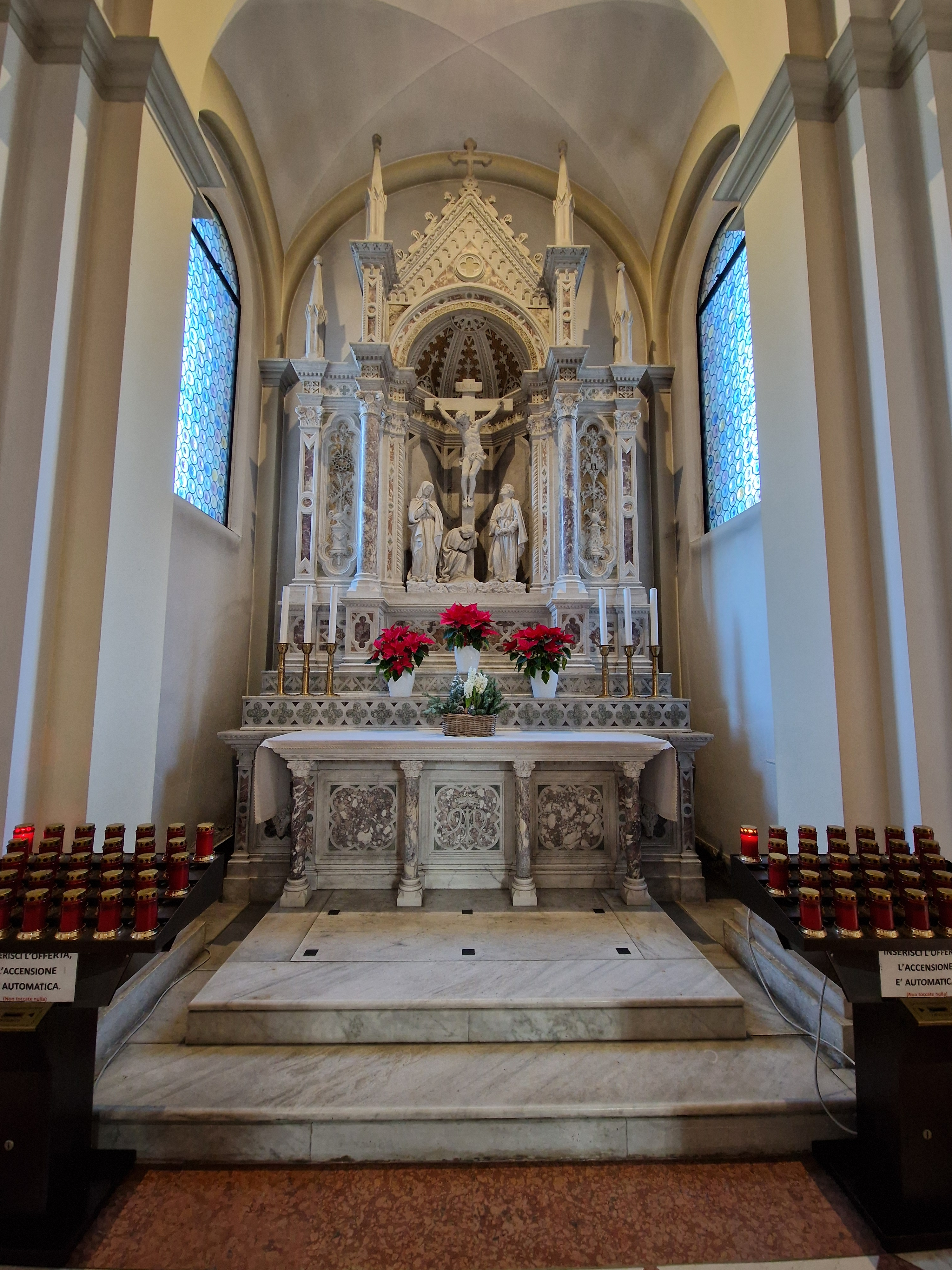
Altare del Crocifisso

Gruppo in marmo bianco di Carrara del 1911. Al centro emerge la figura di Gesù sulla croce. In basso a sinistra, la Vergine Addolorata, a destra s.Giovanni e ai piedi la Maddalena che abbraccia all'albero della croce. La scultura è opera dello scultore Francesco Sartor di Cavaso, nipote di San Pio X.

##### Altare dell'Immacolata

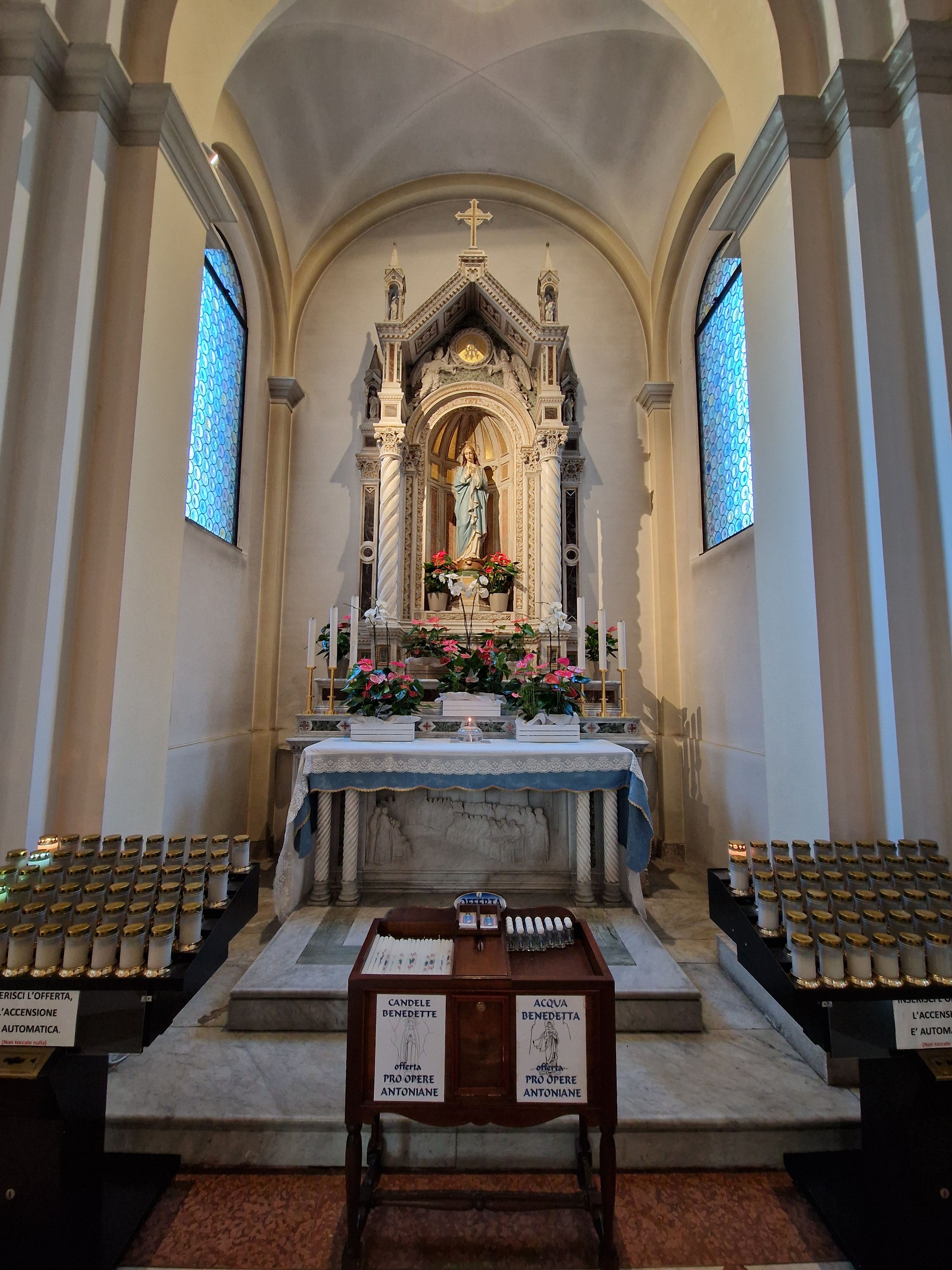
Altare dell'Immacolata

L'altare (1914) è opera di Donazzan di Pove di Bassano, la statua della Madonna (1900) è della scuola di Mayer, Monaco di Baviera.
Il bassorilievo di Arturo Ferraroni (1911) rappresentante la proclamazione del dogma dell'Immacolata, avvenuto nel 1854.